# Museu de Belas Artes de Bordéus
O Museu de Belas Artes é um museu localizado na cidade de Bordeaux, na França. Foi fundado em 3 de agosto de 1801, pela iniciativa do pintor francês Pierre Lacour. É uma das maiores galerias de arte da França fora de Paris. O museu foi construído nas dependências do Palais Rohan, no centro da cidade de Bordeaux. A coleção de pinturas é a maior e conta com artistas franceses e holandeses, todavia, há também algumas esculturas e desenhos. Durante a revolução francesa, várias pinturas foram saqueadas, no chamado "Saisis Révolutionnaires".

## História
A criação oficial do Museu de Belas Artes de Bordeaux é marcado pelo Decreto do Chaptal, relatório dedicado em que fundava museus provinciais pela França. Sua construção deveu-se em virtude de transferir algumas obras do Palácio do Louvre, para fins pedagógicos pelo Império. O município dirige a criação a Pierre Lacour, pintor, professor e membro da Sociedade das Ciências, Belles-Lettres et Arts.  Sua construção se deu após uma coleta de dezenas de obras em que o pintor salvou antes da destruição da revolução e das remessas desgastadas do estado francês. 

## O museu
Em abril de 1875, após uma série de recolocações e discussões perante ao valor daquele espaço entre o governante e Pierre Lacour, os trabalhos deram início a população. Após remodelações constantes, houve uma continuidade estilística, subordinado às tradições clássicas e à arquitetura das asas. Junto com as arquiteturas das mansões vizinhas, as fachadas e pilastras jônicas (arcos gregos), foram decoradas com guirlandas e balaustras escondidas nos telhados. 
Na parte central a fachada ocidental é marcada por duas estátuas: "La Peinture" e "Esculturé", realizadas por P. Granet (1843-1910). Os espaços interiores possuem aspectos de vidros especiais, com passagens de portas enormes e fachadas. As finais estruturas de ferro e alças de serpentina reafirmam o lugar com a tradição clássica. As decorações interiores visam também alguns aspectos de atrios abertos, para contemplar as pinturas de diferentes contextos históricos.
Com a chegada de novas obras, de 1881 a 1928, o museus sofreu diversas modificações para que separassem salas em suas respectivas localidades no decorrer da história. Contendo, inclusive, prédios diferentes para a parte permanente e para a parte temporária.
Hoje ele é composto por três lugares diferentes, sendo as galerias do Norte e do Sul e a Galeria de Belas Artes. Sendo que: a ala norte é dedicada a peças da arte moderna e contemporânea, acompanhadas por temáticas do século XIX, pinturas, retratos e paisagens. A ala Sul possui coleções mais velhas que remetem ao século XVI e XVII. A galeria fica com a parte temporária, movimentada três vezes ao ano.

## Coleções
Após a renovação em 2013, a coleção permanente contém  cerca de mais de 500 pinturas de artistas da Escola Européia do Século XVIII, Flamenga e Holandesa (XVII), Italiana (XVI e XVII), Francesa (XVII e XVIII) e Alemã (XVII). Ao todo, são mais de 2297 pinturas, 666 esculturas europeias, 1564 impressões e 3328 desenhos, seguindo as principais correntes do século XV ao XX.

## Leitura de apoio
- Paul Mantz, "Le Musée de Bordeaux", "L'Artiste", tome VIII, 1846.
- Pierre Lacour fils, Jules Delpit, "Catalogue des tableaux, statues, etc du Musée de Bordeaux", Bordeaux,Imp. Veuve N. Duviella, 1855.
- Arsène Houssaye, "Les Musées de Province, Le Musée de Bordeaux, V", "Le Moniteur", 21 de março de 1858.
- Arsène Houssaye, "Les Musées de Province, Le Musée de Bordeaux, VII", "Le Moniteur", 25 de março de 1858.
- Emile Vallet, "Le Musée de Bordeaux", "Gironde Littéraire et scientifique, 5 de março de 1882.
- Emile Vallet, "Le Musée de Bordeaux", "Gironde Littéraire et scientifique, 12 de março de 1882.
- H. de La Ville de Mirmont, "Histoire du Musée de Bordeaux", Bordeaux, Féret & fils, 1899.
- Charles Mansiet, "Le musée de Bordeaux", Paris, Henri Laurens Éditeur, 1931, collections publiques de France : Memoranda.
- Thédore Ricaud, "Le musée de peinture et de sculpture de Bordeaux de 1830 à 1870", Bordeaux, imp. Bière, 1938.
- Les Amis du Musée de peinture et de sculpture, préface Jean-Gabriel Lemoine, "La vie du musée de 1939 à 1947", Bordeaux, imp. Castera, 1947.
- L. Clément de Ris "Les musées de province : histoire et description", 2 ª éd., Paris, Veuve J. Renouard, 1872.
- Rodolphe Rapetti, Philippe Le Leyzour, "Le musée des beaux-arts de Bordeaux : guide des collections", Bordeaux, William Blake & Co. Edit., 1987 ISBN 2-905-810-21-1
- Collectif sous la direction de Guillaume Ambroise, "Musée des beaux-arts de Bordeaux : Guide des collections XVIe-XXe siècle", Bordeaux, Le Festin, Musée des beaux-arts de Bordeaux, 2010 ISBN 978-2-36062-021-0

## Ligação externa
- Site oficial (em francês)